# Carl Georg Scheuermann
Carl Georg Scheuermann (né le 3 novembre 1803 et  mort le 5 mai 1859) est un peintre paysagiste de «l'Âge d'or» de la peinture danoise.

## Biographie

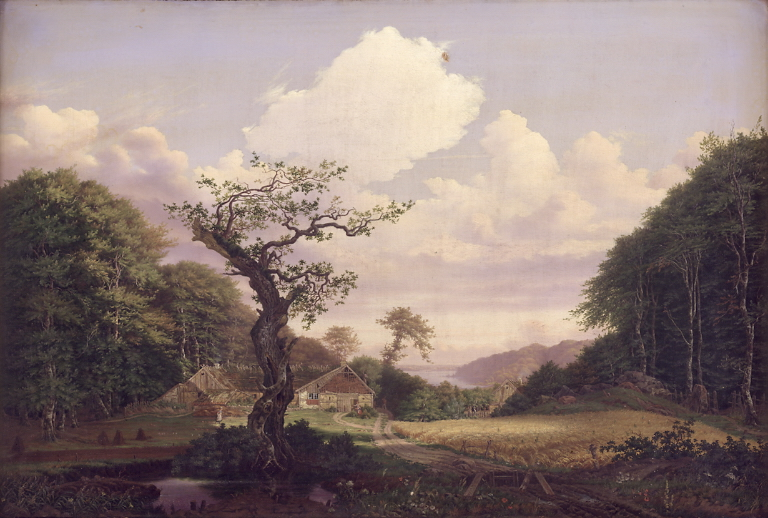
Paysage près de Hørsholm, huile sur toile, entre 1818 et 1841.

Carl Georg Scheuermann est le fils du marchand Georg Frederik Scheuermann (1771-1811) et de Charlotte Louise Zinn, elle-même fille du marchand Johann Ludvig Zinn (1781-1860).
Scheuermann a étudié à l'Académie royale des beaux-arts du Danemark, et a pu, grâce à un héritage, mener une vie d'artiste indépendant, voyageant notamment en Allemagne et en Norvège. La plupart de ses sujets sont issus cependant du Danemark, particulièrement de l'île de Sjælland.
On trouve ses œuvres dans la collection royale de peintures à Copenhague, et notamment au Statens Museum for Kunst, ainsi que dans des collections privées.
Scheuermann a exposé régulièrement (1831-1835, 1841-1843 et 1850).
Profondément religieux, il s'est adonné à la fin de sa vie à la philanthropie avec l'aide de la fortune dont il avait hérité.
Il est resté célibataire et est mort en 1859 à Copenhague.
Carl Georg Scheuermann eut trois sœurs qui ont épousé des personnalités culturelles, et donné naissance à des compositeurs connus :
- Émilie Louise (1804-1871), épouse de l'écrivain Christoph Adolph Herrmann von Gähler (1807-1898), et mère de la compositrice Thekla von Gähler;
- Julie Augusta (1805-1879), épouse du professeur et historien Frederik Hammerich (1809-1877), et mère du compositeur Asger Hamerik et du musicologue Angul Hammerich;
- Agnès Camilla (1808-1891), épouse du compositeur Emil Horneman (1809-1870), et mère du compositeur C. F. E. Horneman[2].

## Sources
- (de) Cet article est partiellement ou en totalité issu de l’article de Wikipédia en allemand intitulé « Carl Georg Scheuermann » (voir la liste des auteurs).